# Sievi
Sievi là một đô thị of Phần Lan.
Đô thị này nằm ở tỉnh Oulu trong vùng Bắc Ostrobothnia. Đô thị này có dân số 5.194 (2003) với diện tích là 800.15 km² trong đó có 12,44 km² là diện tích mặt nước. Mật độ dân số là 6,6 người trên mỗi km².
Đô thị này chỉ sử dụng tiếng Phần Lan.